# Namkeen
Namkeen (Hindi: नमकीन, namkīn) ist ein indischer Spielfilm von Sampooran Singh Gulzar aus dem Jahr 1982. Er entstand nach einer Geschichte von Samaresh Basu.

## Handlung
Namkeen erzählt die Geschichte dreier unverheirateter Schwestern und deren alte Mutter. Die älteste Tochter ist Nimki, gefolgt von Mitthu, die stumm ist. Chinki ist die jüngste Tochter. Sie leben alle bei ihrer Mutter Jugni in einem alten Haus außerhalb des Dorfes. Ihr Vater Dhaniram lebt jedoch nicht mit ihnen.
Der Lastwagenfahrer Gerulal lebt als Mieter in ihrem Haus. Nach einiger Zeit sieht er die Probleme und Schwierigkeiten, denen die drei Schwestern ausgesetzt sind und dies nur weil sie Frauen sind. Er bewundert sie; insbesondere interessiert er sich für Nimki. Zur gleichen Zeit hat sich Mitthu bereits in Gerulal verliebt.
Da seine Pflicht als Fahrer ruft, muss Gerulal eines Tages weiterfahren. Vorher gesteht er Nimki seine Gefühle ihr gegenüber und hält auch um ihre Hand an. Nimki lehnt seinen Heiratsantrag ab, da sie sich um ihre Familie kümmern will.
Als Gerulal aus ihrem Leben verschwindet, begeht Mitthu Selbstmord. Ihre Mutter stirbt aufgrund ihrer Krankheiten. Dhaniram überredet Chinki mit ihm zu kommen, obwohl Nimki dagegen ist. Nun ist Nimki alleine. Erst als Gerulal von ihrer Einsamkeit erfährt, kehrt er wieder zurück und heiratet sie. Anschließend nimmt er sie mit sich fort.

## Musik
| Songtitel                          | Sänger/in     |
| ---------------------------------- | ------------- |
| Baankee Chalee Zhaankee Chalee     | Asha Bhosle   |
| Phir Se Aaiyo Badaraa Bidesee      | Asha Bhosle   |
| Aisaa Lagaa Koee Suramaa Nazar Maa | Alka Yagnik   |
| Badee Der Se Meghaa                | Asha Bhosle   |
| Raah Pe Rahte Hai                  | Kishore Kumar |

## Auszeichnungen
Filmfare Award 1983
- Filmfare Award/Bestes Szenenbild an Ajit Banerjee

National Film Award (1983)
- National Film Award/Beste Tongestaltung an Essabhai M. Suratwala